# Oudere Huis Lüneburg
Het Oudere Huis Lüneburg (Duits: Alte Haus Lüneburg) was een linie van de Welfen-dynastie die in de 13e en 14e eeuw regeerde over het vorstendom Lüneburg, een deelvorstendom van het hertogdom Brunswijk-Lüneburg. De linie ontstond in 1269 door de verdeling van Brunswijk-Lüneburg tussen de broers Albrecht I en Johan. Bij de verdeling koos Johan voor het gebied rond Lüneburg en werd zo de stichter van het Huis Lüneburg. De laatste mannelijke heerser van de dynastie was Willem, een kleinzoon van Johan. Na Willems dood in 1369 brak over de opvolging een oorlog uit, die uiteindelijk door de afstammelingen van Albrecht I gewonnen werd. 

## Stamboom
In deze volledige stamboom zijn alle leden van het Oudere Huis Lüneburg opgenomen. Regerende vorsten zijn vetgedrukt weergegeven.
- Johan (1242-1277), hertog van Lüneburg
  Liutgard van Holstein († na 1289), dochter van Gerard I van Holstein-Itzehoe.
  - Otto II de Strenge (1266-1330), hertog van Lüneburg
  Mechtilde van Beieren (1275-1319), dochter van Lodewijk II de Strenge van Beieren
    - Johan († 1324), Administrator van het Aartsbisdom Bremen
    - Otto III (1296-1352), hertog van Lüneburg
      - Mathilda († 1357)  Otto II van Waldeck
      - Otto, stierf jong
      -  Elisabeth († 1386)

    - Lodewijk († 1346), bisschop van Minden (1324-1346)
    - Willem (1300-1369), hertog van Lüneburg
 1  Hedwig van Ravensberg († na 1334), dochter van Otto IV van Ravensberg
 2  Maria († 1340), afstamming onbekend
 3  Sophia († 1361), dochter van Bernhard III van Anhalt-Bernburg
 4  Agnes († na 1387), dochter van Erik II van Saksen-Lauenburg
      - 1 Elisabeth († 1384) 1  Otto, zoon van Rudolf I van Saksen-Wittenberg 2  Nicolaas van Holstein-Rendsburg
      - 2 Mathilde († 1410) 1  Lodewijk van Brunswijk 2  Otto I van Schaumburg

    -  Mathilde († 1316)  Nicolaas II van Werle

  - Mathilde († na 1301)  Hendrik I van Werle († 1291)
  - Elisabeth († voor 1298)  Johan van Oldenburg († 1316)
  - Helena  Koenraad III van Wernigerode
  -  Agnes († 1314)  Werner I van Hadmersleben († 1292)